# Primera División de Chile 1992
Primera División de Chile 1992 var den chilenska högstaligan i fotboll för herrar för säsongen 1992, som slutade med att Club de Deportes Cobreloa vann för femte gången.

## Kvalificering för internationella turneringar
- Copa Libertadores 1993
  - Vinnaren av Primera División: Cobreloa
  - Vinnaren av Liguilla Pre-Libertadores: Universidad Católica

## Sluttabell
| Plac. | Lag                  | S  | V  | O  | F  | GM | IM | MSK | Poäng |
| ----- | -------------------- | -- | -- | -- | -- | -- | -- | --- | ----- |
| 1     | Cobreloa             | 30 | 17 | 10 | 3  | 56 | 31 | 25  | 44    |
| 2     | Colo-Colo            | 30 | 18 | 6  | 6  | 68 | 36 | 32  | 42    |
| 3     | Universidad Católica | 30 | 16 | 9  | 5  | 67 | 29 | 38  | 41    |
| 4     | Universidad de Chile | 30 | 12 | 10 | 8  | 38 | 29 | 9   | 34    |
| 5     | Unión Española       | 30 | 14 | 4  | 12 | 50 | 46 | 4   | 32    |
| 6     | O'Higgins            | 30 | 11 | 7  | 12 | 45 | 43 | 2   | 29    |
| 7     | Deportes Antofagasta | 30 | 10 | 9  | 11 | 34 | 35 | -1  | 29    |
| 8     | Deportes Temuco      | 30 | 8  | 12 | 10 | 35 | 40 | -5  | 28    |
| 9     | Deportes La Serena   | 30 | 9  | 9  | 12 | 30 | 35 | -5  | 27    |
| 10    | Coquimbo Unido       | 30 | 9  | 9  | 12 | 41 | 53 | -12 | 27    |
| 11    | Deportes Concepción  | 30 | 9  | 9  | 12 | 35 | 47 | -12 | 27    |
| 12    | Palestino            | 30 | 10 | 7  | 13 | 44 | 61 | -17 | 27    |
| 13    | Everton              | 30 | 9  | 8  | 13 | 43 | 47 | -4  | 26    |
| 14    | Cobresal             | 30 | 9  | 7  | 14 | 35 | 46 | -11 | 25    |
| 15    | Fernández Vial       | 30 | 5  | 14 | 11 | 29 | 39 | -10 | 24    |
| 16    | Huachipato           | 30 | 6  | 6  | 18 | 34 | 67 | -33 | 18    |

|  | Mästare och kvalificerade till Copa Libertadores 1993. |
|  | Kvalificerade till Liguilla Pre-Libertadores.          |
|  | Till nedflyttningskval.                                |
|  | Nedflyttade till Segunda División.                     |

| Primera División Vinnare av Primera División 1992 |
| ------------------------------------------------- |
| Chile                                             |
| Cobreloa 5:e titeln                               |

## Liguilla Pre-Libertadores

### Finalspel
| Plac. | Lag                  | S | V | O | F | GM | IM | MSK | Poäng |
| ----- | -------------------- | - | - | - | - | -- | -- | --- | ----- |
| 1     | Universidad de Chile | 3 | 1 | 1 | 1 | 3  | 2  | +1  | 3     |
| 2     | Universidad Católica | 3 | 1 | 1 | 1 | 5  | 5  | +0  | 3     |
| 3     | Colo-Colo            | 3 | 1 | 1 | 1 | 4  | 4  | +0  | 3     |
| 4     | Unión Española       | 3 | 1 | 1 | 1 | 2  | 3  | -1  | 3     |

## Nedflyttningskval
| Plac. | Lag                | S | V | O | F | GM | IM | MSK | Poäng |
| ----- | ------------------ | - | - | - | - | -- | -- | --- | ----- |
| 1     | Everton            | 3 | 3 | 0 | 0 | 8  | 2  | +6  | 6     |
| 2     | Deportes Melipilla | 3 | 1 | 1 | 1 | 4  | 4  | +0  | 3     |
| 3     | Cobresal           | 3 | 0 | 2 | 1 | 2  | 5  | -3  | 2     |
| 4     | Regional Atacama   | 3 | 0 | 1 | 2 | 1  | 4  | -3  | 1     |